# Mbudya
Mbudya è un'isola disabitata della Tanzania, situata nell'Oceano Indiano, a nord di Dar es Salaam. È una delle quattro isole comprese nella Riserva marina di Dar es Salaam. Si trova nei pressi della spiaggia di Kunduchi ed è a venti minuti di barca a motore dal continente; di conseguenza, è molto frequentata dai cittadini di Dar come meta di gite e luogo di ricreazione.